# العلاقات الأردنية القبرصية
العلاقات الأردنية القبرصية هي العلاقات الثنائية التي تجمع بين الأردن وقبرص.

## مقارنة بين البلدين
هذه مقارنة عامة ومرجعية للدولتين:
| وجه المقارنة                                              | الأردن                   | قبرص                                                                 |
| --------------------------------------------------------- | ------------------------ | -------------------------------------------------------------------- |
| المساحة (كم2)                                             | 89.34 ألف                | 9.24 ألف                                                             |
| عدد السكان (نسمة)                                         | 9.81 مليون               | 1.14 مليون                                                           |
| الكثافة السكانية (ن./كم²)                                 | 109.81                   | 123.38                                                               |
| العاصمة                                                   | عمان                     | نيقوسيا                                                              |
| اللغة الرسمية                                             | اللغة العربية            | اليونانية الحديثة، اللغة التركية، لغة يونانية                        |
| العملة                                                    | دينار أردني              | يورو، جنيه قبرصي                                                     |
| الناتج المحلي الإجمالي (بليون دولار)                      | 40.07 مليار              | 21.65 مليار                                                          |
| الناتج المحلي الإجمالي (تعادل القوة الشرائية) بليون دولار | 82.80 مليار              | 26.73 مليار                                                          |
| الناتج المحلي الإجمالي الاسمي للفرد دولار أمريكي          | 4.94 ألف                 | 23.24 ألف                                                            |
| الناتج المحلي الإجمالي للفرد دولار أمريكي                 | 12.05 ألف                | 30.24 ألف                                                            |
| مؤشر التنمية البشرية                                      | 0.748                    | 0.850                                                                |
| رمز المكالمات الدولي                                      | +962                     | +357                                                                 |
| رمز الإنترنت                                              | .jo                      | .cy                                                                  |
| المنطقة الزمنية                                           | ت ع م+02:00، ت ع م+03:00 | ت ع م+02:00، ت ع م+03:00، توقيت شرق أوروبا، توقيت شرق أوروبا الصيفي ‏ |

## مدن متوأمة
في ما يلي قائمة باتفاقيات التوأمة بين مدن أردنية وقبرصية:
- ترتبط عمان مع Paphos Municipality  [لغات أخرى]‏ باتفاقية توأمة منذ 1986.[15][16][15][16]

## منظمات دولية مشتركة
يشترك البلدان في عضوية مجموعة من المنظمات الدولية، منها:
| علم المنظمة | اسم المنظمة                               | تاريخ انضمام الأردن | تاريخ انضمام قبرص |
| ----------- | ----------------------------------------- | ------------------- | ----------------- |
|             | مؤسسة التنمية الدولية                     | 4 أكتوبر 1960       | 2 مارس 1962       |
|             | يونسكو                                    | 14 يونيو 1950       | 6 فبراير 1961     |
|             | مؤسسة التمويل الدولية                     | 20 يوليو 1956       | 2 مارس 1962       |
|             | منظمة حظر الأسلحة الكيميائية              | ?                   | ?                 |
|             | الأمم المتحدة                             | 14 ديسمبر 1955      | 20 سبتمبر 1960    |
|             | الاتحاد الدولي للاتصالات                  | 20 مايو 1947        | 24 أبريل 1961     |
|             | منظمة الشرطة الجنائية الدولية             | ?                   | ?                 |
|             | البنك الدولي للإنشاء والتعمير             | 29 أغسطس 1952       | 21 ديسمبر 1961    |
|             | الاتحاد البريدي العالمي                   | ?                   | ?                 |
|             | المركز الدولي لتسوية المنازعات الاستشارية | 29 نوفمبر 1972      | 25 ديسمبر 1966    |
|             | وكالة ضمان الاستثمار متعدد الأطراف        | 12 أبريل 1988       | 12 أبريل 1988     |
|             | منظمة التجارة العالمية                    | ?                   | ?                 |

## وصلات خارجية
- موقع وزارة الخارجية الأردنية
- موقع وزارة الخارجية القبرصية